# Pudentiana

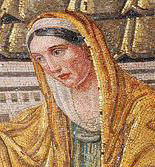
Ecclesia ex Gentibus, Mosaik aus Santa Pudenziana

Pudentiana ist eine römische Jungfrau und Märtyrin aus dem 1. Jahrhundert. Ihr lateinischer Name bedeutet Die kleine Sittsame, ihr Gedenktag in der katholischen Kirche war der 19. Mai. Die neuere Forschung geht davon aus, dass es sich bei der heiligen Pudentiana eher um eine durch sprachliche Verschiebungen entstandene, legendenhafte Gestalt handelt.

## Herkunft des Namens
Die Kirche Santa Pudenziana auf dem Viminal in Rom ist seit dem späten 4. Jh. urkundlich bezeugt. Ziegelfragmente belegen, dass das antike Gebäude, in dem die Kirche eingerichtet wurde, zum Besitz des Pudens gehörte, dessen Existenz historisch gesichert ist und der tatsächlich Christ war. Die zu dieser Zeit gebräuchliche Bezeichnung der Kirche „Ecclesia Pudentiana“, die als Orts- bzw. Besitzangabe gelesen werden kann („Kirche des Pudens“), wurde im Frühmittelalter zum Patrozinium der heiligen Pudentiana umgedeutet.

## Überlieferung
Über das Leben der Pudentiana ist so gut wie nichts überliefert. Laut ihren acta, veröffentlicht von den Bollandisten (aus dem 8. Jahrhundert) und der traditionellen Überlieferung hat sie zusammen mit ihrem Vater, dem römischen Senator Pudens, und ihrer Schwester Praxedis ebenfalls eine Jungfrau, ihren Brüdern Timotheus und Novatus sowie ihrer Mutter Priscilla dem Apostel Petrus in Rom Gastfreundschaft gewährt. Außerdem kümmerte sie sich mit ihrer Schwester um Arme. Während der Christenverfolgungen holten sie die Überreste von 3000 Märtyrern von den Richtstätten, sammelten mit Schwämmen deren Blut und bestatteten sie im Haus ihres Vaters. Im Alter von 17 Jahren erlitt Pudentiana das Martyrium.
Die Darstellung in der Apsis der Kirche Santa Pudentiana zeigt die Ecclesia ex gentibus und Ecclesia ex circumcisione (zwischen denen Christus steht). Diese wurden noch in der Spätantike zu Pudentiana und Praxedis umgedeutet. In der Apsis der Basilika Santa Prassede, die nach Aufkommen der Verehrung der beiden Schwestern errichtet wurde, sind beide Frauen jeweils zwischen zwei anderen Heiligen abgebildet und flankieren Christus. In Florenz gibt es auch eines der oben genannten Doppelbildnisse.
1969 wurde Pudentiana zusammen mit ihrer Schwester Praxedis in der Liturgiereform von Papst Paul VI. aus dem allgemeinen Heiligenkalender gestrichen.